# Euchaire de Trèves
Pour les articles homonymes, voir Eucher.
Euchaire de Trèves (Eucarius ou Eucharius) est un saint de l'antiquité chrétienne considéré comme le fondateur de l'évêché de Trèves en Gaule du nord (aujourd'hui en Allemagne). Il semble avoir principalement vécu au  IIIe siècle.

## Hagiographie
Selon une antique tradition chrétienne, il aurait été envoyé par saint Pierre en Gaule du nord et chez les Germains, en même temps que saint Materne et saint Valère. Il aurait permis la résurrection, ou le retour à la santé (physique ou spirituelle ?), de saint Materne après s'être rendu à Rome auprès de l'apôtre Pierre pour que ce dernier confirme Materne dans ses fonctions d'évêque en lui envoyant une férule, nommée aujourd'hui la férule pétrinienne, que l'on peut admirer dans un reliquaire de l'époque de la Renaissance ottonienne (Xe siècle) qui est conservé au trésor de la cathédrale de Limburg. Les trois saints deviennent les premiers évêques de Cologne et Trèves.
Le culte de saint Euchaire est attesté vers 455 et son histoire se répand surtout après le VIIIe siècle. Saint Cyrille de Trèves fit construire deux sarcophages pour Euchaire et Valère que l'on peut admirer à la crypte de l'abbaye Saint-Matthias de Trèves.
Metz, diocèse suffragant de Trêves jusqu'à la révolution française, possède une église et une rue dédiées à Saint Euchaire : l'église Saint-Eucaire de Metz et la rue Saint-Eucaire.